# Izboiszczi (obwód wołogodzki)
Izboiszczi (ros. Избоищи) – wieś (dieriewnia) w Rosji, w obwodzie wołogodzkim, w rejonie czagodoszczeńskim. W 2010 liczyła 233 mieszkańców.